# Église Sainte-Lucie de Metz
Pour les articles homonymes, voir Église Sainte-Lucie.
L’église Sainte-Lucie est un édifice de culte catholique dans le quartier de l’ancien village de Vallières, aujourd’hui intégré à Metz. Elle est consacrée à sainte Lucie, patronne des aveugles.

## Histoire
Un premier édifice, situé à l’actuel 30 rue Jean-Pierre Jean, est construit dès le XIe siècle. La tour-clocher est un témoignage de l’architecture romane du XIIe siècle : elle a deux étages avec deux petites fenêtres jumelles à plein cintre et des meneaux à chapiteau ornementé ; les arceaux s’arrêtent à la saillie de l’abaque au lieu de s’arrêter à celle du chapiteau
L’église Sainte-Lucie est transformée et agrandie en 1760 d’après les plans de l’architecte Tellier : le chœur sous le clocher est placé au nord dans l’ancien cimetière et la nef est agrandie et dirigée vers le sud.
L’ancien chœur a une voûte ogivale (nervures boudinées avec tiges en forme de poire), clef de voûte ; les nervures posent sur des consoles, les dernières portent les voûtes ogivales à panneaux. Le grand arc triomphal repose sur deux piliers à chapiteaux rectangulaires adossés au mur, dont l’un est orné de treillis. Du côté ouest, se trouve l’antique apis demi-circulaire avec un soubassement très en saillie, de forte lisène et moulures boudinées.
La tour-clocher et l’ancien chœur ont été inscrits à l’inventaire supplémentaires des monuments historiques le 22 octobre 1991.